# Almonte-Eisenbahnbrücke
Die Almonte-Eisenbahnbrücke, offiziell der Viaducto sobre el río Almonte ist eine Beton-Bogenbrücke im Zuge des spanischen Abschnitts der geplanten Schnellfahrstrecke Lissabon–Madrid.

## Lage
Das Bauwerk steht in der Nähe von Cáceres, Extremadura, und überbrückt den Río Almonte bzw. den Arm des Alcántara-Stausees, in dem der Fluss aufgegangen ist. Etwa 700 m nordwestlich steht die Doppelstockbrücke der N-630 und der Eisenbahn. Ungefähr 10 km südöstlich, hinter den Flussbiegungen verborgen, stehen die beiden Bögen der Brücke der A-66. An derselben Strecke steht 3,5 km weiter nördlich die Tajo-Eisenbahnbrücke.

## Beschreibung
Die zweigleisige, insgesamt 996 m lange Eisenbahnbrücke besteht aus einem Stahlbetonbogen mit einer Stützweite von 384 m und einem Überbau aus einem aufgeständerten Spannbeton-Hohlkasten. Sie ist so ausgelegt, dass sie mit bis zu 350 km/h befahren werden kann. Die nach der Eröffnung der Strecke am 23. Juni 2022 hier eingesetzten Züge verkehren allerdings mit einer Höchstgeschwindigkeit von 180 km/h.
Die Almonte-Eisenbahnbrücke ist damit die größte Eisenbahn-Betonbogenbrücke in Europa und wird weltweit lediglich in China von der ebenfalls 2016 fertiggestellten Qinglong-Eisenbahnbrücke über den Beipan Jiang in der Provinz Guizhou und der Qiubei-Nanpanjiang-Brücke in Yunnan übertroffen.
Sie wurde von Arenas & Asociados entworfen und von einem Konsortium aus FCC Construcción und Conduril Engenharia ausgeführt. Dabei musste berücksichtigt werden, dass der Stausee weder durch die Bauarbeiten noch durch die fertige Brücke beeinträchtigt werden durfte. Der große Bogen musste deshalb außerhalb des Stausees gegründet und im Freivorbau mit Hilfsabspannung und auf den Bogenabschnitten stehenden Turmdrehkranen ausgeführt werden. Der Fahrbahnträger wurde mit Vorschubrüstungen von beiden Seiten aus erstellt.
Der Stahlbetonbogen hat einen Hohlquerschnitt, bei dem aus aerodynamischen Gründen nicht ein rechteckiger, sondern ein achteckiger Querschnitt gewählt wurde. Er ist am Scheitel 6,0 m breit und 4,2 m hoch und wird nach außen stetig stärker. Nach 105 m gabelt sich der Bogen; seine beiden Hälften stützen sich auf ein 19 m breites Widerlager. Die Fundamente der beiden Widerlager sind 24 m bzw. 35 m lang und 53 m bzw. 48 m breit.
Die Brücke hat insgesamt 22 Pfeiler (einschließlich der 8 Ständer auf dem Bogen) im Abstand von 45 m (die Ständer haben einen Abstand von 42 m). Sowohl die Pfeiler an Land als auch die Ständer auf dem Bogen haben ebenfalls einen achteckigen Hohlquerschnitt, der sich nach oben verjüngt.
Der Fahrbahnträger besteht aus einem Spannbeton-Hohlkasten mit einer gleichbleibenden Höhe von 3,1 m, einer 7,4 m breiten Deckplatte und einer 6,0 m breiten Bodenplatte. Die Fahrbahnplatte kragt an beiden Seiten 3,3 m aus. Sie ist 14 m breit, wovon 10,1 m auf die beiden Gleise, je 0,2 m auf die Schotterhaltemäuerchen und je 1,7 m auf die beidseitigen Gehwege entfallen.
Der Fahrbahnträger ist nur in einem Bereich von 30 m fest mit dem Scheitel des Bogens verbunden, über den insbesondere die Längskräfte infolge Bremsen aus dem Fahrbahnträger über den Bogen in den Baugrund abgeleitet werden. Auf den Ständern sind Elastomerlager angebracht.